# همترایی خورشید
همترایی خورشید که به نامهای تمثیل خورشید، استعاره خورشید یا تشبیه خورشید نیز شناخته می‌شود، نام قیاسی است که در جلد ششم کتاب جمهور افلاطون در گفتگوی میان گلاوکن (برادر افلاطون) و سقراط مطرح شده‌است.